# Garden Plain
Garden Plain is een plaats (city) in de Amerikaanse staat Kansas, en valt bestuurlijk gezien onder Sedgwick County.

## Demografie
Bij de volkstelling in 2000 werd het aantal inwoners vastgesteld op 797.
In 2006 is het aantal inwoners door het United States Census Bureau geschat op 838, een stijging van 41 (5,1%).

## Geografie
Volgens het United States Census Bureau beslaat de plaats een oppervlakte van
1,4 km², geheel bestaande uit land. Garden Plain ligt op ongeveer 443 m boven zeeniveau.

## Plaatsen in de nabije omgeving
De onderstaande figuur toont nabijgelegen plaatsen in een straal van 20 km rond Garden Plain.